# The Search for Bridey Murphy
The Search for Bridey Murphy (no Brasil publicado como "O caso de Bridey Murphy") é um livro de Morey Bernstein publicado em 1956.

## História
Em 1952 Morey Bernstein, um homem de negócios do Colorado, hipnotizou Virginia Tighe, uma dona de casa que passou a falar com sotaque irlandês identificando-se como Bridey Murphy, uma mulher ruiva que teria vivido em Cork, no século XIX. Nas muitas sessões de regressão hipnótica que se seguiram, Bridey cantava canções e narrava histórias típicas daquele país.
As sessões realizadas em cinco anos deram lugar a um livro, que se tornou um "best-seller", traduzido para mais de doze idiomas. O livro deu origem ao filme homónimo no mesmo ano e também foram comercializadas as gravações das sessões de regressão hipnótica.
Em busca da comprovação da história, alguns periódicos enviaram os seus repórteres à Irlanda para investigar. Nada de concreto foi encontrado, porém, a equipe do "Chicago American" encontrou uma senhora, de nome Bridie Murphey Corkell, que vivera em uma residência do outro lado da rua à casa em que Virginia Tighe passara a sua infância. Demonstrou-se assim, que os fatos relatados por Virginia sob o transe hipnótico não eram memórias de uma vida anterior e sim memórias inconscientes afloradas da sua infância.
É interessante notar que os investigadores não relataram que as datas de nascimento, casamento e morte da sra. Bridie  Murphey, enunciadas sob transe hipnótico, foram encontradas nos registros da Igreja local, datadas de 100 anos antes.
Vale ler o livro e conferir a seriedade do autor.